# 阿里·阿斯加尔·莫斯莱
阿里·阿斯卡里·穆斯里哈（波斯語：‎，羅馬化：Ali Asghar Mosleh，1962年—），伊朗思想家，德黑兰阿拉梅·塔巴塔巴伊大学哲学系教授。是伊朗跨文化哲学学会的创始人和会长，曾任阿拉梅·塔巴塔巴伊大学语言文学院院长和伊朗人文社会科学院当代文化研究所所长   曾担任过德国洪堡大学和波恩大学客座教授和研究员，并获亚历山大·冯·洪堡基金会奖学金。他在欧陆哲学、伊斯兰神秘主义、文化哲学和跨文化研究领域出版书籍和研究文章数篇，被称为是“对话与和解的哲学家。 